# Nils von Schoultz
Nils Gustaw Urlic von Schoultz, także Mikołaj Gustaw Szulc (ur. 6 lub 7 października 1807 w Kuopio, zm. 8 grudnia 1838 w Fort Henry, obecnie Kingston, Ontario) – fiński uczestnik powstania kanadyjskiego 1838, podający się za Polaka, bohater Polonii kanadyjskiej.

## Życiorys
Był synem fińskiego urzędnika Nilsa Fridrika i Joanny Grinpenberg; rodzina przeniosła się później do Szwecji. W 1821 ukończył studia w akademii wojskowej w Kalbergu i służył w szwedzkiej armii królewskiej, dochodząc do 1830 do stopnia oficerskiego w artylerii. W 1830 w bliżej nieznanych okolicznościach pożegnał się ze służbą wojskową w Szwecji. Następnie, według jego własnych wspomnień, walczył w powstaniu listopadowym i pewien czas spędził w niewoli rosyjskiej, a po wydostaniu się z niewoli służył w szeregach Legii Cudzoziemskiej w Afryce Północnej.
W 1832 przebywał we Florencji, gdzie zawarł związek małżeński ze Szkotką Ann Campbell. Z tego małżeństwa urodziły się dwie córki. Z żoną powrócił do Szwecji, gdzie zakupił młyn oraz założył laboratorium chemiczne, w którym prowadził eksperymenty nad uzyskaniem czerwonego barwnika. W czerwcu 1836 wyjechał do Anglii, a dwa miesiące później do USA.
W USA podawał się za polskiego emigranta. Wzbogacił się dzięki jednemu ze swoich wynalazków (usprawniającego produkcję soli z solanki), osiadł w Salina (obecnie Syracuse, Nowy Jork), przyjął amerykańskie obywatelstwo. Działał w amerykańskich lożach strzeleckich (Hunter’s Lodges), angażując się w poparcie dla powstania kanadyjskiego Williama Lyona Mackenzie i Louisa-Josepha Papineau przeciwko władzom Brytyjskiej Ameryki Północnej. Schoultz wziął udział w ekspedycji interwencyjnej w Górnej Kanadzie, z czasem przejmując jej dowództwo. Dowodził w czasie potyczki o zabudowania wiatraka Windmill Point (11-16 października 1838). Oddział Schoultza (około 200 osób) został pokonany i rozbrojony przez wojska brytyjskie i milicję kanadyjską, a on sam i inni dowódcy zostali postawieni przed sądem. Obrońcą był John Macdonald, przyszły premier Kanady, ale mimo jego starań zapadło dziewięć wyroków śmierci. 8 grudnia 1838 Schoultz został powieszony.
Początkowo osoba Schoultza spotkała się z potępieniem polskiej emigracji, uznającej go za szpiega carskiego. Z czasem opinia ta zmieniała się, a Schoultz zyskał nawet status legendy polskiej emigracji w Kanadzie, potwierdzaną w literaturze historycznej i pięknej (m.in. przez Arkadego Fiedlera, Kanada pachnąca żywicą). W 100-lecie bitwy o wiatrak 1 lipca 1938 odbyły się uroczystości rocznicowe w Windmill Point, z udziałem premiera Kanady Williama Lyona Mackenziego Kinga i polskiego konsula generalnego w Ottawie Jana Pawlicy; odsłonięto wówczas tablicę pamiątkową ku czci Schoultza oraz dwóch Polaków, uczestników powstania listopadowego, również straconych za udział w rebelii 1838 (Ernesta Berenda i Jana Okońskiego).
Nowsze badania historyków wykluczyły polskie pochodzenie Schoultza, co spotkało się z niechętnym przyjęciem pisarzy polonijnych, m.in. W. Makowskiego.
Nazwisko Schoultza zapisywane było także w formach: Scholtecki von Schoulc, Schobtewski, Szobtewski, Schobtewiski, Szablewski-Szulc, Szolteocky, Szoltewicki, Sezoltevki, Nils Scholtewskii von Schoultz, Schoultz-Szoltewski.